# Anemóspilia
L'Anemóspilia (grec Ανεμόσπηλια, és a dir, 'cova del vent') és un edifici minoic trobat a Archanes, a la prefectura d'Iràklio, a Creta.
Es tracta d'un edifici rectangular amb tres estretes cambres, cadascuna oberta a un llarg corredor en direcció nord, que s'estenia per tot l'edifici. L'àrea era tancada per una paret de pedra i es creu que era dedicada al culte. A la cambra central, es va trobar una xòanon (estàtua) de la deïtat que aquí suposadament s'adorava; a la cambra occidental, on hi havia l'altar, es va trobar el que podria haver estat el primer sacrifici humà durant el període minoic.
L'edifici fou construït a finals del segle xviii aC i fou destruït per un terratrèmol cap a la meitat del segle XVII aC.
Fou excavat el 1979 per Joannis Sakellarakis i les parets van ser restaurades.